# Língua lak
O lak (лакку маз, lakku maz) é uma língua caucásica do nordeste falada pelos laks, uma etnia do Daguestão. Com o darguá, lubatxi e kaytak, pertence ao grupo lak-darguá das línguas caucásicas. Conta com aproximadamente 120.000 falantes. Essa língua se divide em cinco dialetos: ashti kuli, balkhar, vitskh, vikhli e kumukh, que forma a base da língua literária lak. Desde finais do século XIX escreve-se em caracteres árabes; o alfabeto latino foi empregado de 1928 a 1938, e desde então se usa o alfabeto cirílico. Antes do lak ser uma língua escrita, usava-se o árabe. Hoje é uma das 9 línguas oficiais do Daguestão, apesar de até agora não ser empregado no ensino (só o foi durante o período 1920-1960 até quinto, mas desde então só se faz em russo). Também tem um diário Ilchy (Luz) e Tslubarz (Lua nova, 1952) que já não se edita, e uma estação de rádio. 
O lak foi empregado como língua literária por autores como Garun Saidov (1891-1919), o primeiro autor dramático em lak, Jussup Khappalajev (1916) com Estrelas de felicidade (1950), Mugutin Sharinov (1893-1937) com Shagalai e Gabibat e Gadzhijev (1919), Said Gabiev, Abutalif Gafurov, Abdurahman Omarov e Efendi Kapiev (que escrevia em russo). 